# The Audience with Betty Carter
The Audience with Betty Carter — концертный альбом американской певицы Бетти Картер, выпущенный в 1980 году на её собственном лейбле Bet-Car Records, впоследствии распространялся Verve Records. Альбом был записан в декабре 1979 года в концертом зале Great American Music Hall в Сан-Франциско.

## Об альбоме
Первый трек альбома, «Sounds (Movin' On)», длится 25 минут и включает эпическое скэтовое соло. Использование классической песни, номинированной на премию «Оскар», «The Trolley Song», является данью городу Сан-Франциско, где был записан альбом. Во второй половине альбома представлено несколько песен, написанных Картер. Предпоследний трек — это свежий взгляд на «My Favorite Things» Роджерса и Хаммерстайна из «Звуков музыки», сильно отличающийся от версии Джона Колтрейна с его одноименного альбома 1960 года. Сет заканчивается жалобной «Open the Door», фирменной мелодией Картер.

## Отзывы и признание
| Оценки критиков                            | Оценки критиков |
| Источник                                   | Оценка          |
| ------------------------------------------ | --------------- |
| AllMusic                                   | [ 2 ]           |
| Encyclopedia of Popular Music              | [ 3 ]           |
| MusicHound Jazz: The Essential Album Guide | [ 4 ]           |
| The Penguin Guide to Jazz                  | [ 5 ]           |
| The Rolling Stone Jazz Record Guide        | [ 6 ]           |
| The Rolling Stone Jazz & Blues Album Guide | [ 7 ]           |

The Penguin Guide to Jazz наградил альбом четырьмя звездами из четырёх, включая специальную корону за «запись за заслуги», честь, которой удостоились менее 100 джазовых записей. В журнале Billboard дали альбому прохладный отзыв, заявив, что «Он не понравится всем поклонникам джаза — некоторые её манеры раздражают. Но в целом это сильный набор». В The Rolling Stone Jazz & Blues Album Guide назвали альбом лучшим проявлением таланта Картер останавливать время в живых исполнениях, вовлекая публику в свой креативный процесс, а также отметили, что её завораживающее присутствие и музыкальная ловкость голоса придают этой записи репутацию одного из величайших джазовых вокальных альбомов. The Audience with Betty Carter позже был включён в приложение к справочнику «1000 произведений, с которыми стоит ознакомиться, прежде чем вы умрёте». Колин Ларкин поместил эту пластинку в свою книгу «1000 лучших альбомов всех времён» на 10-ю позицию в категории «50 лучших концертных альбомов»
За этот альбом Картер получила номинацию на премию «Грэмми» за лучшее женское джазовое вокальное исполнение. Также альбом был выбран для сохранения в Национальном реестре аудиозаписей США.

## Список композиций
1. «Sounds (Movin' On)» (Бетти Картер) — 25:20
2. «I Think I Got It Now» (Бетти Картер) — 3:33
3. «Caribbean Sun» (Карлос Гарнет) — 4:17
4. «The Trolley Song» (Ральф Блейн, Хью Мартин) — 3:37
5. «Everything I Have Is Yours» (Гарольд Адамсон, Бертон Лэйн) — 6:16
6. «I’ll Buy You a Star» (Дороти Филдс, Артур Шварц) — 2:12
7. «I Could Write a Book» (Лоренц Харт, Ричард Роджерс) — 3:41
8. «Can’t We Talk It Over / Either It’s Love or It Isn’t» (Дорис Фишер, Аллан Робертс / Нед Вашингтон, Виктор Янг) — 7:26
9. «Deep Night» (Чарльз Хендерсон, Руди Валле) — 2:45
10. «Spring Can Really Hang You up the Most» (Фрэн Лэндсмен, Томми Вольф) — 7:22
11. «Tight» (Бетти Картер) — 3:44
12. «Fake» (Бетти Картер) — 4:16
13. «So…» (Бетти Картер) — 7:03
14. «My Favorite Things» (Оскар Хаммерстайн II, Ричард Роджерс) — 4:39
15. «Open the Door» (Бетти Картер) — 5:09

## Участники записи
- Бетти Картер — вокал
- Джон Хикс — фортепиано
- Кертис Ланди — контрабас
- Кенни Вашингтон — барабаны